# Маколе
Маколе (словен. Makole) — поселення в общині Маколе, Подравський регіон‎, Словенія.